# Volkmar Wenzel
Volkmar Wenzel (* 14. Februar 1955 in Goldbach) ist ein deutscher Diplomat.

## Leben
Nach dem Abitur absolvierte Wenzel von 1974 bis 1976 den Zivildienst und anschließend bis 1983 ein Studium der Politikwissenschaften und Volkswirtschaftslehre. 1984 trat er in den Auswärtigen Dienst ein und fand nach Beendigung der Attachéausbildung 1986 erst Verwendung an der Botschaft im Sudan und danach von 1988 bis 1991 an der Botschaft in Frankreich. Nach einer Tätigkeit im Auswärtigen Amt war er zwischen 1994 und 1998 Mitarbeiter an der Botschaft in Ägypten und daraufhin bis 2002 stellvertretender Referatsleiter im Auswärtigen Amt. Nachdem er von 2002 bis 2005 Referatsleiter im Auswärtigen Amt war, wurde er Botschafter in Syrien.
Von Sommer 2008 bis 2011 war Volkmar Wenzel Botschafter in Saudi-Arabien. Von August 2011 bis Februar 2012 war er Beauftragter für Globale Fragen beim Auswärtigen Amt, ab Februar 2012 Persönlicher Beauftragter des Bundesministers für die Arabische Welt. 2014 bis 2017 war er Botschafter der Bundesrepublik Deutschland im Königreich Marokko. Anschließend wurde er Botschafter in Ungarn, wo er Mitte 2020 durch Johannes Haindl abgelöst wurde.